# Рио Виста (Калифорнија)
Рио Виста (енгл. Rio Vista) град је у америчкој савезној држави Калифорнија. По попису становништва из 2010. у њему је живело 7.360 становника.

## Демографија
Према попису становништва из 2010. у граду је живело 7.360 становника, што је 2.789 (61,0%) становника више него 2000. године.
| Група             | 2000.         | 2010.         |
| Белци             | 3.781 (82,7%) | 5.465 (74,3%) |
| Афроамериканци    | 54 (1,2%)     | 372 (5,1%)    |
| Азијати           | 73 (1,6%)     | 359 (4,9%)    |
| Хиспаноамериканци | 522 (11,4%)   | 914 (12,4%)   |
| Укупно            | 4.571         | 7.360         |